# امس، ای کرونا
امس، ای کرونا (به اسپانیایی: Ames, A Coruña) یک شهرستان در اسپانیا است.

## خصوصیات
امس ۸۰٫۵۵ کیلومترمربع مساحت و ۲۰٬۸۴۰ نفر جمعیت دارد.

## نگارخانه

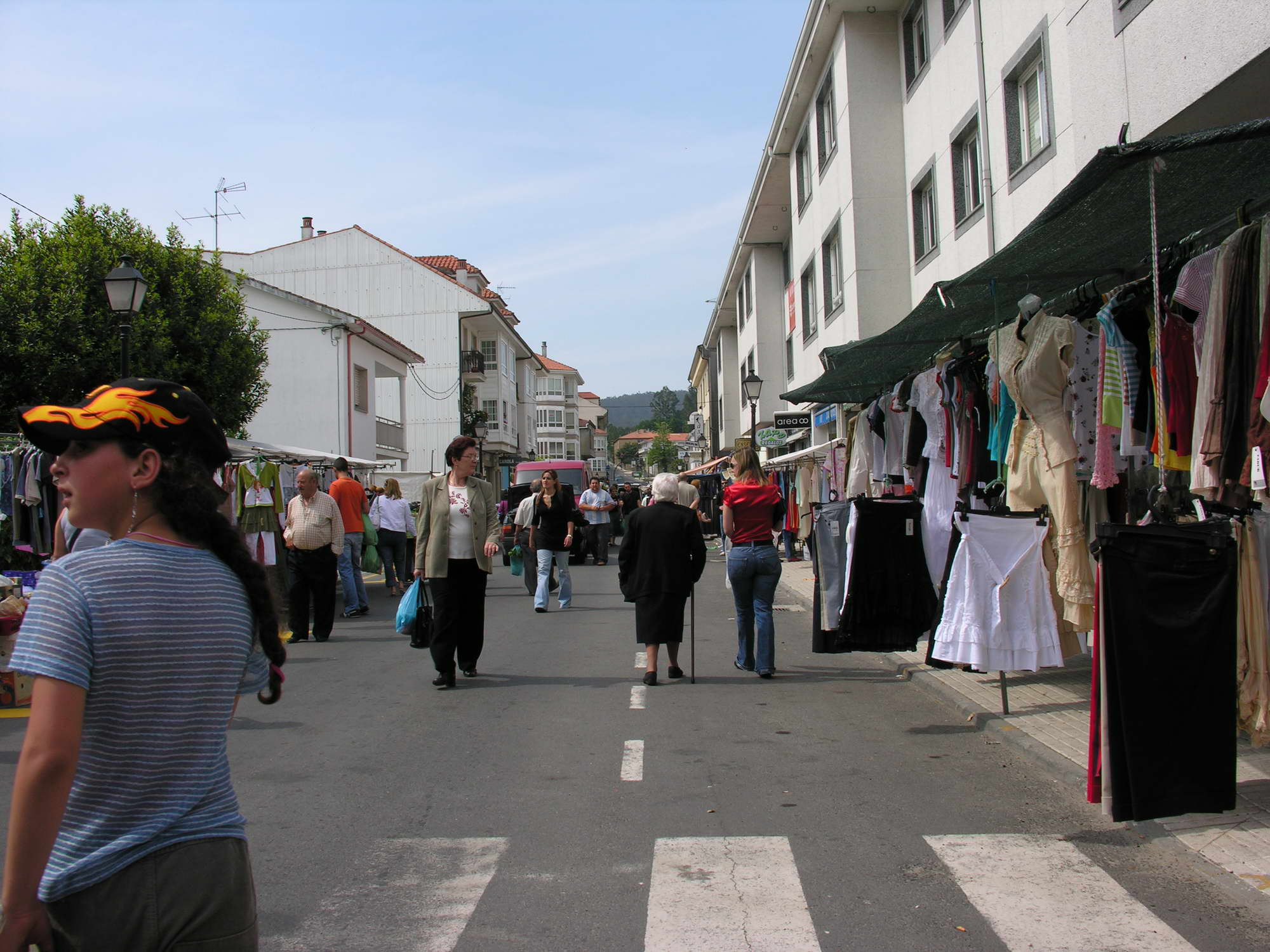
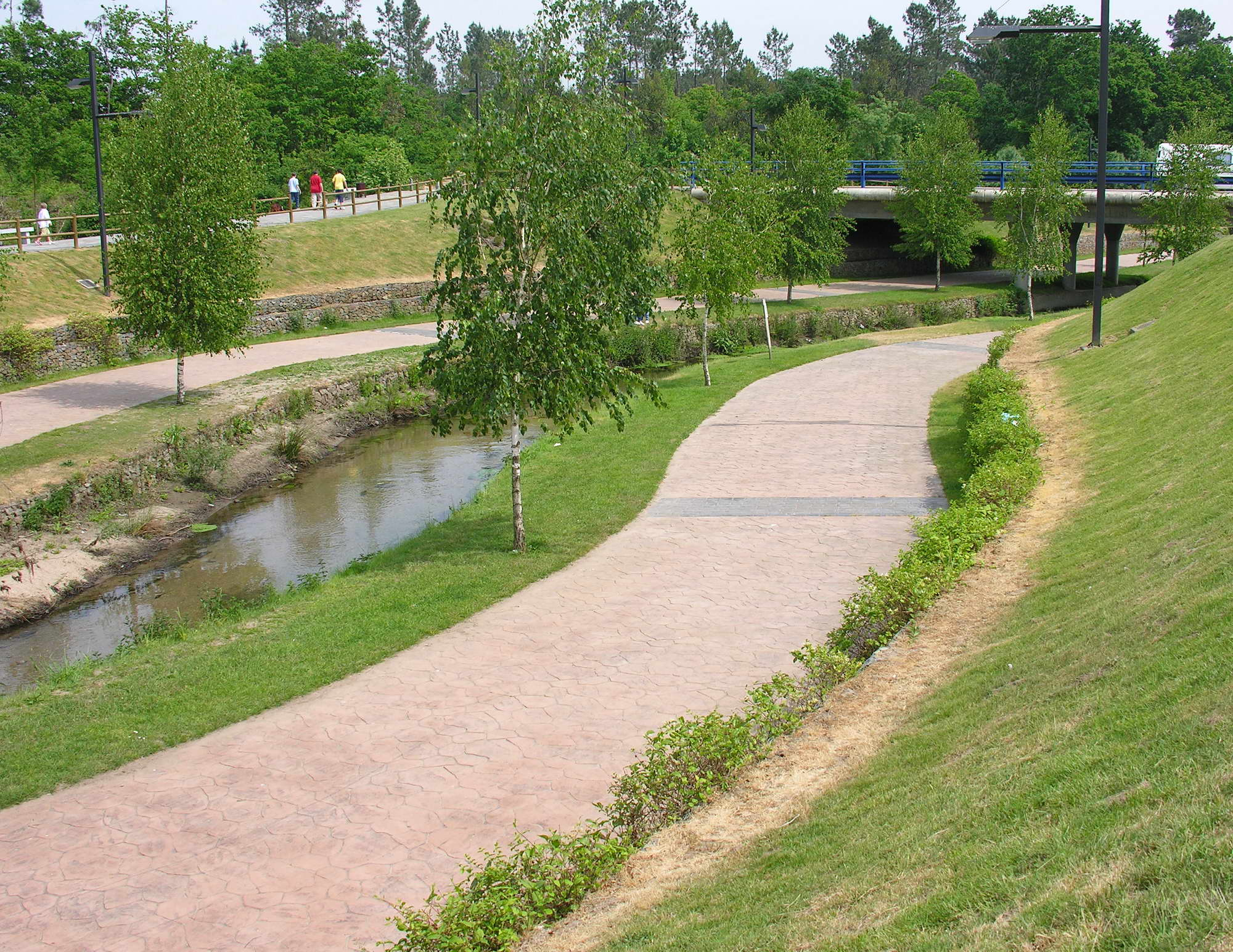
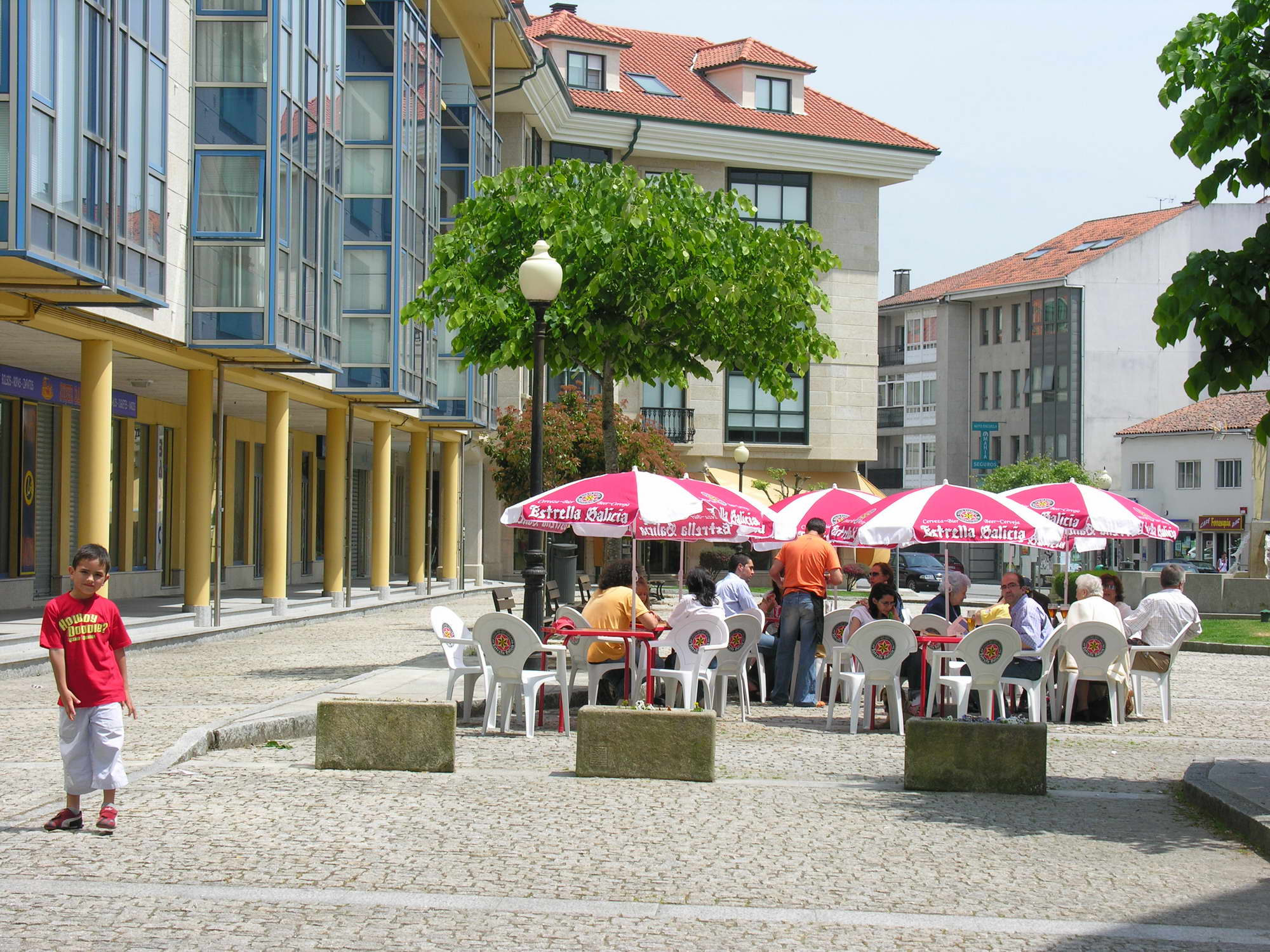